# Javorový vrch (Magura Orawska)
Javorový vrch (1076 m) – szczyt w grupie górskiej Magury Orawskiej w Beskidach Zachodnich na Słowacji.
Wznosi się w bocznym grzbiecie Magury Orawskiej, nad miejscowością Szczepanów nad Orawą (Štefanov nad Oravou), Od głównego grzbietu oddziela go przełęcz Priehyby (978 m). Stoki południowo-zachodnie opadają do doliny potoku Ráztoka, w północne i północno-wschodnie wcina się kilka potoków: Stefanovský potok, potok bez nazwy i Medvedský potok.
Javorový vrch jest porośnięty lasem, ale w rejonie przełęczy Priehyby są duże trawiaste hale. Hale takie pokrywają również niemal cały południowo-wschodni grzbiet opadający do Twardoszyna (Tvrdošín). Rozciągają się z nich szerokie panoramy widokowe.

## Turystyka
Twardoszyn –  Javorový vrch – Priehyby – Pod Magurkou (skrzyżowanie ze szlakiem czerwonym na Magurkę)